# Trifluoruro de lantano
El trifluoruro de lantano es un compuesto iónico refractario compuesto por lantano y flúor. La fórmula química de este compuesto es LaF3.

## Estructura
Su enlace es iónico y está muy coordinado con el lantano. El catión se encuentra en el centro de un prisma trigonal. Cerca hay nueve átomos de flúor: tres en las esquinas inferiores del prisma trigonal, tres en las caras del mismo y tres en las esquinas superiores de éste. También hay dos fluoruros un poco más alejados por encima y por debajo del prisma. El catión se puede considerar que es de 9 u 11 coordenadas. La estructura permite, a 300 K, la formación de defectos Schottky con una energía de activación de 0,07 eV, y el libre flujo de los iones fluoruro a una energía de activación de 0,45 eV, lo que hace que el cristal resulte singularmente un buen conductor de la electricidad.
Los elementos de tierras raras más grandes (los lantánidos), que son los de menor número atómico, también forman trifluoruros con la estructura LaF3. Algunos actínidos también lo hacen.

## Aplicaciones
Esta sal blanca se utiliza a veces como un componente de «alto índice» en algunos elementos ópticos de varias capas, como los espejos dicroicos ultravioleta y los espejos de banda estrecha. Los fluoruros se encuentran entre los compuestos más usados para los revestimientos ópticos UV gracias a su inercia y transparencia relativas en el ultravioleta lejano (FUV) (100 nm < λ < 200 nm). Los reflectores multicapa y los revestimientos antirreflectantes suelen estar compuestos por pares de materiales transparentes, uno con un índice de refracción bajo y otro con un índice alto. El LaF3 es uno de los pocos materiales de alto índice en el ultravioleta lejano. Este material también es un componente de los vidrios de fluoruro multimetal, como el ZBLAN. Además, está dotado del fluoruro de europio(II) para formar electrodos selectivos de fluoruro.

## Aparición natural
El LaF3 se encuentra en la naturaleza como el mineral extremadamente raro fluocerita-(La). El sufijo del nombre es conocido bajo el nombre de modificador de Levinson y, al mostrar el elemento dominante en un lugar concreto de la estructura, se utiliza para diferenciarlo de minerales similares (en este caso: fluocerita-(Ce)).